# 1. ŽNL Virovitičko-podravska
1. ŽNL Virovitičko-podravska je liga sedmog stupnja nogometnih natjecanja u Hrvatskoj nogometnih natjecanja u Hrvatskoj]], te prva na području Virovitičko-podravske županije do sezone 2022./23. a nakon druga iznad koje je Premijer ŽNL.

## Sustav natjecanja
U ovoj ligi prvoplasirani klub prelazi u viši rang, Premijer ŽNL, dok posljednja dva ispadaju u 2. ŽNL koja se dijeli na dvije lige: Istok i Zapad. Klubovi koji nastupaju u ovoj ligi su s područja Virovitičko-podravske županije.

## Aktualni klubovi
Klubovi koji se natječu u 1. ŽNL Virovitičko-podravska dolaze iz različitih dijelova Virovitičko-podravske županije. Oni se natječu za priliku da napreduju u viši rang natjecanja ili izbore ostanak u ligi.

## Dosadašnji prvaci
Napomene:
- U sezoni 2023./24. najviši rang županijske lige je postao Premijer ŽNL a 1. ŽNL je postala 2 najveći rang u županiji..

| sezona    | rang | klubova | pobjednik                         |
| --------- | ---- | ------- | --------------------------------- |
| 2023./24. | VII. | 14      | No Limit Tvin                     |
| 2022./23. | VI.  | 14      | Sloga Zdenci                      |
| 2021./22. | V.   | 14      | Podravac Sopje                    |
| 2020./21. | V.   | 16      | Sloga Zdenci                      |
| 2019./20. | V.   | 14      | prekinuto zbog pandemije COVID-19 |
| 2018./19. | V.   | 14      | Suhopolje                         |
| 2017./18. | V.   | 14      | Suhopolje                         |
| 2016./17. | V.   | 14      | Suhopolje                         |
| 2015./16. | V.   | 14      | Suhopolje                         |
| 2014./15. | V.   | 14      | Papuk Orahovica                   |
| 2013./14. | IV.  | 14      | Lukač 05                          |
| 2012./13. | IV.  | 14      | Papuk Orahovica                   |
| 2011./12. | IV.  | 16      | Virovitica                        |
| 2010./11. | V.   | 14      | Rezovac                           |
| 2009./10. | V.   | 13      | Lukač 05                          |
| 2008./09. | V.   | 14      | Mikleuš                           |
| 2007./08. | V.   | 14      | Turanovac                         |
| 2006./07. | V.   | 14      | Omladinac Korija                  |
| 2005./06. | IV.  | 14      | Bratstvo Gornje Bazje             |
| 2004./05. | IV.  |         |                                   |
| 2003./04. | IV.  |         |                                   |
| 2002./03. | IV.  |         |                                   |
| 2001./02. | IV.  |         |                                   |
| 2000./01. | IV.  |         |                                   |
| 1999./00. | IV.  |         |                                   |
| 1998./99. | IV.  |         |                                   |